# Azat Artsakh
Azat Artsakh (in armeno Ազատ Արցախ, che significa Libero Artsakh) era il giornale ufficiale della repubblica dell'Artsakh (fino al 2017 denominata Repubblica del Nagorno Karabakh).

## Storia
È stato fondato il 16 giugno 1923 ed è pubblicato in lingua armena.
Il giornale ha avuto diversi nomi della testata a partire da Geghtchouk (Գեղջուկ, in armeno “abitante del villaggio”). Il nome fu poi cambiato in Khorherdayin Karabakh (Խորհրդային Ղարաբաղ che significa “Karabakh sovietico”), e più tardi in Artsakh (Արցախ, l'equivalente armeno di Karabakh).
Con la istituzione della repubblica nel 1991 fu ribattezzato Mountainous Karabakh Republic (ԼՂ Հանրապետություն in armeno) e poi alla fine Azat Artsakh.
Il giornale ha anche un'edizione on line in armeno, russo e inglese. La sede è nella capitale Stepanakert. Nel giugno 2013 il giornale ha festeggiato i suoi novanta anni di attività ed il presidente della repubblica, Bako Sahakyan, ha indirizzato alla redazione un messaggio di saluto.
Nel dicembre 2015 è stata inaugurata la nuova sede della redazione.